# Jme
Джейми Аденуга (р. 4 мая 1985), более известный под своим сценическим именем Jme – английский грайм MC. Является одним из основателей лейбла Boy Better Know. До этого Джейми являлся одним из участников Meridian Crew вместе со своим братом Джозефом (также известным как Skepta). Помимо работы с Boy Better Know, Аденуга занимается сольными проектами. Известен своим комедийным стилем.
В октябре 2008 года, он стал одним из небольшого числа артистов, выступивших хедлайнерами в лондонской Астории. Когда его аудитория выросла, Jme путешествовал с концертами по всей Европе и Северной Америке с Тимом Вествудом.
Третий студийный альбом Jme, Integrity>, был выпущен 4 мая 2015 года. Он вошел в альбомный чарт Великобритании с двенадцатой позиции.

## Ранняя жизнь
Джейми Аденуга родился в Хакни, в семье выходцев из Нигерии. Он вырос в Тоттенхэме, где он жил в муниципальном жилье (council house). Джейми учился в школе Сент-Пол, затем в школе Винчмор в Винчмор Хилл, Энфилд вместе со своим старшим братом Скептой. Аденуга впоследствии с отличием окончил Университет Гринвича, защитив диплом по цифровому 3D дизайну.

## Карьера
Jme начал свою музыкальную деятельность с написания рингтонов для мобильных телефонов, перейдя со временем к Mario Paint, Game Boy Camera, Fruity Loops, а затем к Pro Tools и Logic Studio. Аденуга также имеет собственную линейку футболок, выпущенную совместно с Uptown Records , на которой написаны его имя, название лейбла Boy Better Know, а также его развивающегося ночного клуба Straight Outta Bethnal. Он выпустил свой дебютный альбом Famous? 14 июля 2008 года.
Затем в сентябре 2009 года Jme выпустил сингл "Over Me". Сразу за ним последовал "Sidetracked" с участием Уайли, а за ним – "CD is Dead" с участием Tempa T. Все три сингла вошли в альбом Blam!, выпущенный 4 октября 2010 года.
В январе 2012 года Jme выпустил сингл "96 Fuckries", который вошел в чарт на 41 позиции.
В 2015 году Jme выпускает свой последний на данный момент альбом "Integrity>", ставший одной из 19 записей номинированных на IMPALA Album of the Year Award.

## Личная жизнь
Jme часто видят с Boy Better Know и другими участниками грайм сцены, а также с блогером KSI и Джорди Митчинсоном, с которым он часто катается на сигвее. Jme участвовал в записи заглавного трека дебютного EP KSI, Keep Up. Jme также была создана мобильная компания под названием Boy Better Know Mobile. Аденуга – веган и не употребляет алкоголь. Он также является братом диджея радио Beats 1 1 Джули Аденуга.
Jme является давним поклонником серии Pokémon и с детства собирал коллекционные карточки (его любимая – Блестящий Чаризард), а также имеет трек, посвящённый франшизе (The Very Best).

## Дискография

### Студийные альбомы
| Название   | Детали                                                                                | Высшая позиция в чарте | Продажи                   |
| Название   | Детали                                                                                | UK                     | Продажи                   |
| ---------- | ------------------------------------------------------------------------------------- | ---------------------- | ------------------------- |
| Famous?    | - Выпущен: 14 июля 2008 - Лейбл: Boy Better Know - Формат: CD, Цифровой носитель      | —                      | - Великобритания: 1,000+  |
| Blam!      | - Выпущен: 4 октября 2010 - Лейбл: Boy Better Know - Формат: CD, Цифровой носитель    | 66                     | - Великобритания: 5,000+  |
| Integrity> | - Выпущен: 4 Мая 2015 - Лейбл: Boy Better Know - Формат: CD, Винил, Цифровой носитель | 12                     | - Великобритания: 40,000+ |

### Микстейпы
- 2006: Boy Better Know – Edition 1: Shh Hut Yuh Muh
- 2006: Boy Better Know – Edition 2: Poomplex
- 2006: Boy Better Know – Edition 3: Derkhead
- 2006: Boy Better Know – Edition 4: Tropical (Instrumental mixtape)
- 2011: Boy Better Know – Tropical 2 (Instrumental mixtape)
- 2015: Jme – 48 Hour Mixtape (Free Stream)

### Винил
- Jme – Badderman EP
- Jme – Calm Down
- Jme – Don't Chat
- Jme – The JME EP – Rice and Peas
- Jme – Joel Shut Your Mouth
- Jme – Meridian Walk
- Jme – Serious/Calm Down EP
- Jme – Serious Serious EP
- Jme – Waste Man EP
- Commodo ft. JME- Shift [17]
- Jme/Grime Reaper – Safe and Sound EP
- Jme/Skepta – Adamantium EP
- Jme/Trigz – Berr Quick EP
- Jme/Trigz – The Nu EP
- Jme – Integrity>